# 2K Sports
2K Sports è un'azienda statunitense produttrice di videogiochi sussidiaria della Take Two Interactive. L'azienda gestisce gli studi Visual Concepts, Kush Games e PAM Development. La società sviluppa videogiochi sportivi per il marchio 2K Sports concentrandosi su titoli in licenza. Tra i suoi titoli si segnalano All-Pro Football 2K, NBA 2K, Major League Baseball 2K, NHL 2K, WWE 2K, e la serie Top Spin.
È una sussidiaria di 2K Games, anch'essa del gruppo Take Two.

## Storia
Il 24 gennaio Take-Two Interacative acquisì la Visual Concepts e la vede diventare una sua sussidiaria. La società acquisì anche la Kush Games, sviluppatore di titoli sportivi per SEGA pagandola 24 milioni di dollari.
Nel 2004 Take Two aveva acquisito la compagnia indiana Indie Built posseduta dalla Microsoft Games Studios, la società venne chiusa nell'aprile del 2006. La Indie Build durante la sua attività aveva sviluppato titoli come Amped, Links e la serie Top Spin. 2K Sports possiede le proprietà intellettuali della società indiana. 2K Sport ha la licenza esclusiva per realizzare videogiochi per la Major League Baseball e il World Poker Tour. Nel 2006 la PAM Development venne acquisita e posta sotto la direzione della 2K Sports.

## Videogiochi
- Amped 3 (2005)
- College Hoops 2K6 (2005)
- College Hoops 2K7 (2006)
- Major League Baseball 2K6 (2006)
- Major League Baseball 2K7 (2007)
- NBA 2K
- NBA 2K1
- NBA 2K2
- NBA 2K3
- NBA 2K4
- NBA 2K5
- NBA 2K6
- NBA 2K7
- NBA 2K8
- NBA 2K9
- NBA 2K10
- NBA 2K11
- NBA 2K12
- NBA 2K13
- NBA 2K14
- NBA 2K15
- NBA 2K16
- NBA 2K17
- NBA 2K18
- NBA 2K19
- NBA 2K20
- NBA 2K21
- NBA 2K22
- NBA 2K23
- NBA 2K24
- NBA 2K25
- NFL 2K[2]
- NHL 2K
- Top Spin (2004)
- Top Spin 2 (2006)
- Top Spin 3 (2008)
- Top Spin 4 (2011)
- Top Spin 2K25 (2024)
- Torino 2006
- World Poker Tour
- All-Pro Football 2K8 (2007)
- The BIGS
- MLB Power Pros
- WWE 2K14
- WWE 2K15
- WWE 2K16
- WWE 2K17
- WWE 2K18
- WWE 2K19
- WWE 2K20
- WWE 2K22
- WWE 2K23
- WWE 2K24
- WWE 2K25